# Gonomyia (Leiponeura) duurvoorti
Gonomyia (Leiponeura) duurvoorti is een tweevleugelige uit de familie steltmuggen (Limoniidae). De soort komt voor in het Neotropisch gebied.